# ژان هرشولت
ژان هرشولت (انگلیسی: Jean Hersholt؛ ۱۲ ژوئیهٔ ۱۸۸۶ – ۲ ژوئن ۱۹۵۶) هنرپیشه دانمارکی-امریکایی بود. وی بین سال‌های ۱۹۰۶ تا ۱۹۵۵ میلادی فعالیت می‌کرد.

## فیلم‌شناسی
از فیلم‌هایی که وی در آن نقش داشته‌است، می‌توان به گرند هتل، طمع، اما، گناه مادلن کلوده، نقاب فو مانچو، گروه رگتایم الکساندر، جان فروشی، سیر در عرش، پزشکان، لولاهای جهنم و جنگ زن و مرد اشاره کرد.